# Viola valentiana
Viola valentiana är en violväxtart som beskrevs av Wilhelm Becker. Viola valentiana ingår i släktet violer, och familjen violväxter. Inga underarter finns listade i Catalogue of Life.